# Poveljstvo združenih sil Združenih držav Amerike
Poveljstvo združenih sil Združenih držav Amerike (angleško United States Joint Forces Command; kratica USJFCOM) je interrodovno poveljstvo, ki koordinira medsebojno delovanje rodov oboroženih sil ZDA.
Sedež poveljstva je v Norfolku (ZDA).
Poveljnik USJFCOM ima operativni nadzor nad vsemi vojaškimi formacijami in enotami kopenske vojske in letalstva v celinskih ZDA.